# Antonio Armijo

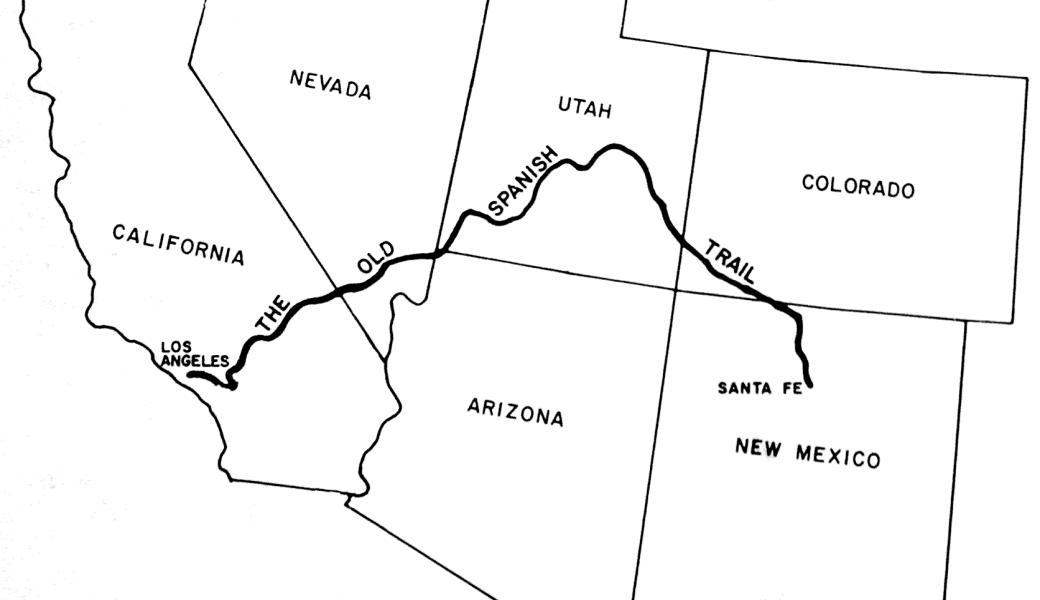
La ruta de Armijo.

Antonio Mariano Armijo (Abiquiú, Santa Fe de Nuevo México, 1804-Santa Fe, Territorio de Nuevo México, 1850) fue un explorador y comerciante español y descubridor del valle en que hoy está la ciudad de Las Vegas. El apellido Armijo radica su casa solar en Laredo, Cantabria. Armijo dirigía un grupo de comerciantes, que seguían un viejo camino español desde Santa Fe (Nuevo México), al tiempo que buscaban atajos. Siguiendo un tributario del río Colorado llegaron al valle en 1829. En esa época, en algunas áreas bajas del Valle de Las Vegas, existían manantiales que creaban extensas áreas verdes que contrastaban con el desierto que las rodeaba; de ahí el nombre de "Las Vegas". 
Estos descubrimientos crearon una nueva ruta comercial entre Nuevo México y Los Ángeles, llamada en inglés The Old Spanish Trail.
Además instaló la primera caravana comercial por el Valle de Las Vegas.
Abiquiú fue el punto de partida y el término oriental de la ruta original del Viejo Sendero Español. Aunque segmentos de una ruta terrestre entre las colonias españolas de Nuevo México y Alta California se habían abierto décadas antes, Armijo fue el primero en ser pionero en una ruta completa que recorrió toda la longitud. Armijo viajó con sesenta hombres montados y una caravana de animales de carga con mantas y otros artículos comerciales para intercambiar mulas en California. La caravana salió de Abiquiú el 7 de noviembre de 1829 e hizo el viaje a la Misión de San Gabriel en lo que hoy es San Gabriel (California), California, en ochenta y seis días, llegando el 31 de enero de 1830. Regresó por la misma ruta en 56 días, dejando el 1 de marzo y llegando el 25 de abril de 1830. A diferencia de las otras rutas del Viejo Camino Español, la ruta de Armijo se documentó día a día, aunque en un informe muy breve que enumera las fechas y los lugares de parada, con pocos otros detalles y sin distancias registradas. El informe fue presentado al gobernador de Nuevo México, José Antonio Cháves, y publicado por el gobierno mexicano el 19 de junio de 1830.